# Bézu-les-Fèves
Pour les articles homonymes, voir Bézu.
Bézu-les-Fèves est une localité de Épaux-Bézu et une ancienne commune française, située dans le département de l'Aisne en région Hauts-de-France.

## Toponymie
Le nom de la localité est attesté sous les formes Baysu, Besu (1110) ; Besu-prope-Clincampum (1220) ; Besu-les-Feuvres (1297) ; Bessu-les-Fevres (XIIIe siècle) ; Bezu-les-Febvres (1554) ; Bezu-les-Febves (1680) ; Bezu-les-Fevres (1744) ; Bézu-les-Fèves.

Certains toponymistes émettent l'hypothèse d'une formation gallo-germanique basée sur l'appellatif Baci- « ruisseau » suivi d'un pseudo-suffixe -ivu(m) par analogie avec le latin rivu(m) qui a donné ru. L'évolution de Bacivum en Bézu est de type francien (rivum > ru) de type picard (rivum > rieu).

## Histoire
La commune de Bézu-les-Fèves a été créée lors de la Révolution française. Le 2 janvier 1851, elle est supprimée par décret et elle fusionne avec la commune voisine d'Épaux. La nouvelle entité prend le nom de Épaux-Bézu.

## Administration
Jusqu'à sa fusion avec Épaux en 1852, la commune faisait partie du canton de Château-Thierry dans le département de l'Aisne. Elle appartenait aussi à l'arrondissement de Château-Thierry depuis 1801 et au district de Château-Thierry entre 1790 et 1795. La liste des maires de Bézu-les-Fèves est :
| Période                                  | Période | Identité | Étiquette | Qualité |
| ---------------------------------------- | ------- | -------- | --------- | ------- |
|                                          |         |          |           |         |
| Les données manquantes sont à compléter. |         |          |           |         |

## Démographie
Jusqu'en 1852, la démographie de Bézu-les-Fèves était :
| 1793 | 1800 | 1806 | 1821 | 1831 | 1836 | 1841 | 1846 |
| ---- | ---- | ---- | ---- | ---- | ---- | ---- | ---- |
| 61   | 41   | 29   | 39   | 28   | 36   | 32   | 38   |